# آئرو بوئرو ای‌بی-۲۱۰
آئرو بوئرو ای‌بی-۲۱۰ (به انگلیسی: Aero_Boero_AB-210) یک هواگرد ملخ‌پیشین تک‌موتوره از نوع ترابری ساخت شرکت Aero Boero است. هواگرد آئرو بوئرو ای‌بی-۲۱۰ نخستین پروازش را در ۲۲ آوریل ۱۹۷۱ میلادی انجام داد. در مجموع، تعداد ۲ فروند از این هواگرد ساخته شده‌است.